# 瓦爾門丁格山

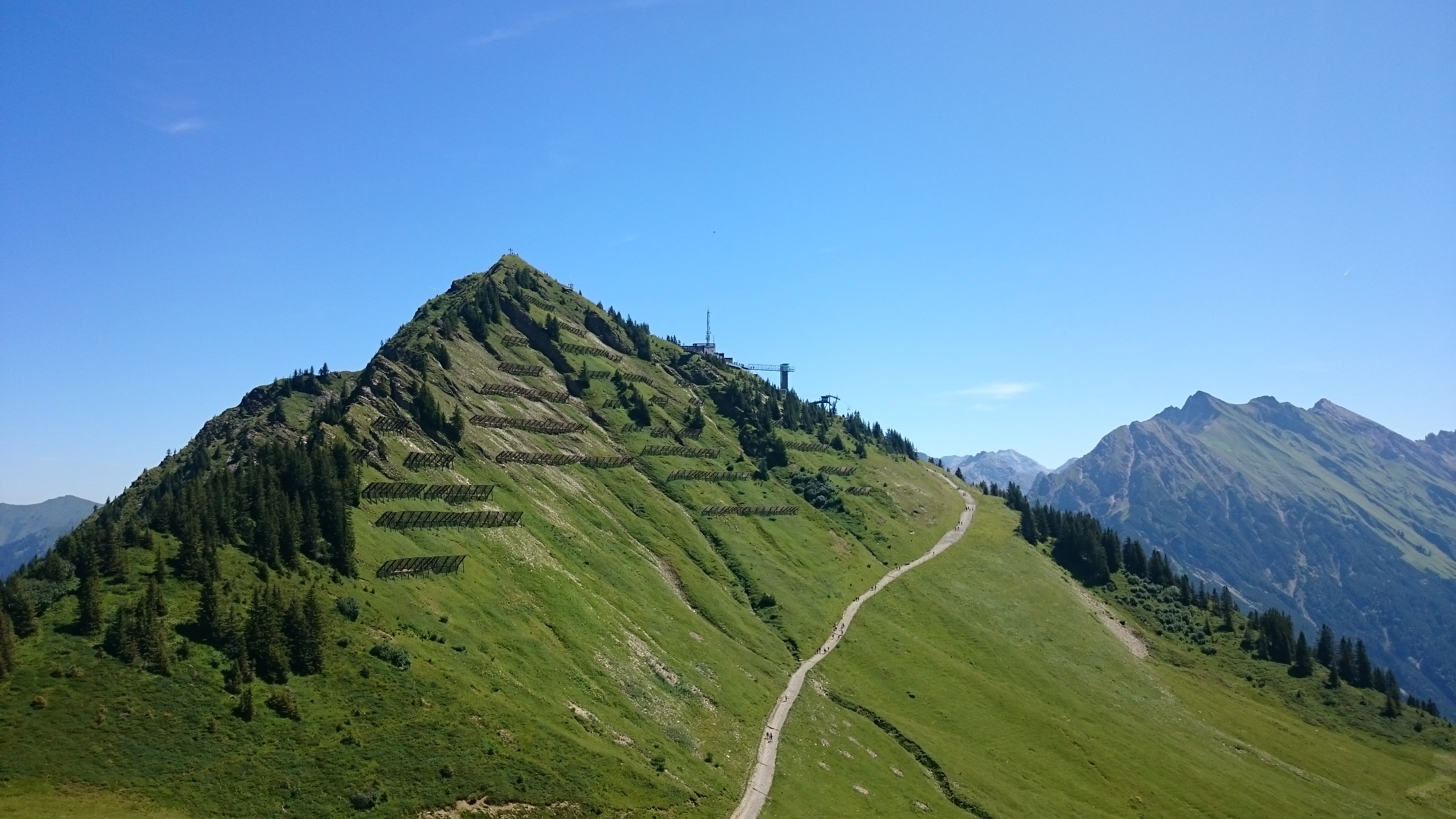

47°19′36″N 10°07′42″E / 47.326717°N 10.128402°E
瓦爾門丁格山（德語：Walmendinger Horn），是奧地利的山峰，位於該國西部，由福拉爾貝格州負責管轄，屬於阿爾高阿爾卑斯山脈的一部分，距離上伊芬山2.7公里，海拔高度1,990米，每年平均降雨量1,730毫米。